# Hieracium repandulare
Hieracium repandulare là một loài thực vật có hoa trong họ Cúc. Loài này được Druce mô tả khoa học đầu tiên năm 1928.